# Летние Олимпийские игры 1984 (марки ГДР)
Серия почтовых марок ГДР «Летние Олимпийские игры 1984» включает три невыпущенные почтовые марки и блок ГДР, посвящённые Летним Олимпийским играм 1984 года в Лос-Анджелесе. Считаются одними из самых редких и дорогих марок ГДР; известно всего три листа по 50 марок каждого из номиналов.

## Описание
Марки имеют номиналы: 5, 20 + 10 и 25 пфеннигов. На них соответственно даны стилизованные изображения летних видов спорта: плавания, бега с препятствиями и гребли. На почтовом блоке номиналом в 85 пфеннигов изображён эстафетный бег. Автором миниатюр был художник Ганс Детлефсен (нем. Hans Detlefsen). На марках и блоках имеется надпись: нем. «Spiele der XXIII. Olympiade 1984» («Игры XXIII Олимпиады 1984»).

## История создания
Несмотря на готовившийся странами Варшавского договора бойкот Летних Олимпийских игр в Лос-Анджелесе, правительство ГДР разрешило издание олимпийских марок. Окончательный отказ Советского Союза от участия в Играх, к которому присоединилось правительство ГДР, предопределил судьбу олимпийских миниатюр. Их выпуск был запрещён, а весь отпечатанный тираж был уничтожен, за исключением, как потом оказалось, трёх похищенных листов каждого из номиналов (по 50 марок в листе).
Первоначально планировалось издать серию из шести марок и одного блока. К моменту объявления олимпийского бойкота три марки номиналами в 5, 20 + 10 и 25 пфеннигов были уже отпечатаны. Поступил в печать и почтовый блок, однако его производство не было полностью окончено, когда пришло указание аннулировать весь выпуск.
Примечательно, что изготовленный тираж трёх марок и блока не пошёл под нож сразу же после начала олимпийского бойкота 1984 года, а был ликвидирован только в 1988 году.
Сюжеты всех шести марок и блока, предназначавшиеся для серии 1984 года, были полностью использованы в практически идентичной олимпийской серии 1988 года  (Mi #3183—3188, 3189 Block 94). На них была только изменена соответствующим образом надпись — на новый порядковый номер Олимпиады («XXIV.») и другой олимпийский год («1988»).
Так как оба олимпийских выпуска выглядели одинаково, по-видимому, серия бойкотированной Олимпиады не признавалась руководством почтового ведомства в качестве самостоятельного издания.

## История обнаружения
Впервые невыпущенная олимпийская серия появилась на филателистическом аукционе в Мюнхене в сентябре 1989 года, произведя сенсацию. Владелец лота утверждал, что приобрёл все три листа в 1988 году на почте в Лейпциге во время осенней Лейпцигской ярмарки.
В 1991 году Немецкая федеральная почта (англ. Deutsche Bundespost), будучи правопреемником Немецкой почты ГДР (англ. Deutsche Post of the GDR), заявила о своих правах на владение этими марками и попыталась их все конфисковать. Коллекционер, который приобрёл бо́льшую часть марочных листов, подал иск на почтовое ведомство и выиграл дело в двух судах. Апелляция почты в Верховный суд Германии не увенчалась успехом: предыдущее решение суда было признано законным, а сами марки получили легитимный статус.

## Филателистическая подлинность
Подлинность марок была удостоверена в 1990 году аукционером и филателистическим экспертом Гансом Цирером (Hanns Zierer), о чём имеется соответствующий сертификат, сделанный для каждой из трёх марок и подписанный Цирером:

СЕРТИФИКАТ
ГАНС ЦИРЕР,

союзный эксперт, член Союза филателистических экспертов при Союзе немецких филателистов и Всеобщей федерации филателистических дилеров

D-8412 Бургленгенфельд, Ам Хиртберг 1—2, тел. 09471 / 5667
№ 1 (2 / 3). Дата: 5 ноября 1990 года
Олимпийская почтовая марка ГДР 1984 года номиналом в 5 (20+10 / 25) пфеннигов, многоцветная, основной цвет зелёный (сепия / синий), в негашёном состоянии, поступила ко мне с целью подтверждения её аутентичности и безупречной сохранности.
Марка издана в числе других, подготовленных к XXIII Олимпийским играм в Лос-Анджелесе, которые не были выпущены вследствие олимпийского бойкота, предпринятого странами восточного блока.
Примечателен тот факт, что те же самые мотивы XXIII Олимпийских игр в Лос-Анджелесе были использованы снова для марок к XXIV Олимпийским играм в Сеуле.
— / —
Очевидно, что небольшая часть олимпийских марок 1984 года избежала уничтожения. В своём роде эти марки сопоставимы с олимпийской маркой ФРГ 1980 года  (Mi #XIII) [см. Марка Гшайдле], которая была также подготовлена, но не выпущена из-за существенного бойкотирования XXII Олимпийских игр в Москве.
В соответствии с установленным порядком экспертизы, я поставил мой экспертный знак «ZIERER BPP» на невыпущенной марке. Фотокопия этой марки (вместе со сравниваемой маркой) изображена на странице 2 данного сертификата.
Оригинальный текст (нем.)
ATTEST
HANNS ZIERER
Verbandsprüfer
des Bundes der philatelistischen Prüfer e. V. im BDPh und APHV

D-8412 Burglengenfeld, Am Hirtberg 1—2, Tel. 09471 / 5667
Nr. 1. Datum 05.11.1990
Die mir zur Prüfung vorgelegte Olympiamarke 1984 der DDR. / Deutsche Demokratische Republik zu 5 (Pfg.) mehrfarbig, Hauptfarbe grün, in postfrischer Erhaltung ist echt und einwandfrei erhalten.

Es handelt sich bei dieser Marke um Werte der für die XXIII. Olympiade in Los Angeles vorbereiteten Briefmarken, welche wegen dem Olympia-Boykott der Ostblockstaaten nicht verausgabt worden sind.

Bemerkenswert ist die Tatsache, daß in der DDR. Für die Olympiamarken zu den XXIV. Olympischen Sommerspielen in Seoul die Motive der XXIII. Sommerolympiade Los Angeles wieder verwendet wurden.

Offensichtlich ist ein geringer Teil der Olympiamarken 1984 der Vernichtung entgangen. Die Marken sind in ihrer Art mit der Olympiamarke 1980 der Bundesrepublik Mi.Nr. XIII vergleichbar, welche ebenfalls wegen dem wesentlichen Olympia-Boykott der XXII. Sommerspiele in Moskau zwar vorbereitet, aber nicht verausgabt worden ist.

Ich habe die nicht verausgabte Briefmarke nach den Bestimmungen der Prüfordnung mit meinem Prüfungszeichen «ZIERER BPP» versehen. Fotokopie der Marke (mit Vergleichsstück) ist auf Blatt zwei dieses Attestes abgebildet.

## Филателистическая ценность
Три марки были впервые помещены в каталог «Михель» в начале 1996 года  (Mi #I—III). Стоимость комплекта из трёх миниатюр оценивалась на то время по каталогу в 25 тысяч немецких марок.
В 2004 году тот же каталог оценивал каждую марку из невыпущенной серии в 4000 евро, а почтовый блок — в 15 000 евро.
В 2001 году набор из трёх марок демонстрировался в разделе «Schatzkammer» («Сокровищница») на немецкой филателистической выставке с международным участием «Südwest 2001» («Юго-запад 2001») в Хайдельберге.
Кроме трёх полных марочных листов, известны два набора, находящиеся в архивах и состоящие из трёх повреждённых марок каждый, а также два почтовых блока. Все эти невыпущенные олимпийские редкости ГДР существуют только в негашённом виде, поскольку не обнаружены на прошедших почту отправлениях.